# Sygryda Wazówna
Sygryda Wazówna (ur. 15 października 1566 w Svartsjö, zm. 24 kwietnia 1633 w Liuksiala) – królewna szwedzka, córka Eryka XIV Wazy i Katarzyny Månsdotter.

## Życiorys
W 1568 ojciec Sygrydy został pozbawiony tronu szwedzkiego przez swego brata Jana III Wazę i zamknięty wraz z rodziną w twierdzy w Turku. Sygryda znajdowała się tam wraz z rodzicami i rodzeństwem do lata 1574.
Po śmierci ojca w 1577, Sygryda i jej matka odzyskały wolność i uzyskały jako tymczasowe lenno majątek Liuksiala. 21 lipca 1587 ziemie te zostały oddane Sygrydzie i jej potomkom w wieczyste posiadanie. We wrześniu tego roku Sygryda znalazła się jako dwórka królewny Anny Wazówny w orszaku towarzyszącym królewiczowi szwedzkiemu Zygmuntowi Wazie w drodze do Polski, gdzie miał objąć tron królewski. W Polsce Sygryda przebywała dwa lata, po czym wróciła do swej posiadłości w Liuksiala. Podczas pobytu Sygrydy w Krakowie doszło do jej pierwszego po kilkunastu latach rozłąki spotkania z bratem Gustawem.
W 1596 wyszła za mąż za młodszego od siebie o dwa lata szlachcica Henrika Klassona Totta. Z małżeństwa Sygrydy i Henrika pochodził syn Åke, żołnierz i polityk szwedzki. Po śmierci Henrika, Sygryda wyszła za mąż za Nilsa Nilssona z rodu Natt och Dag. Drugie małżeństwo królewny było bezpotomne.